# ウィリアム・エイコート (初代ヘッツベリー男爵)

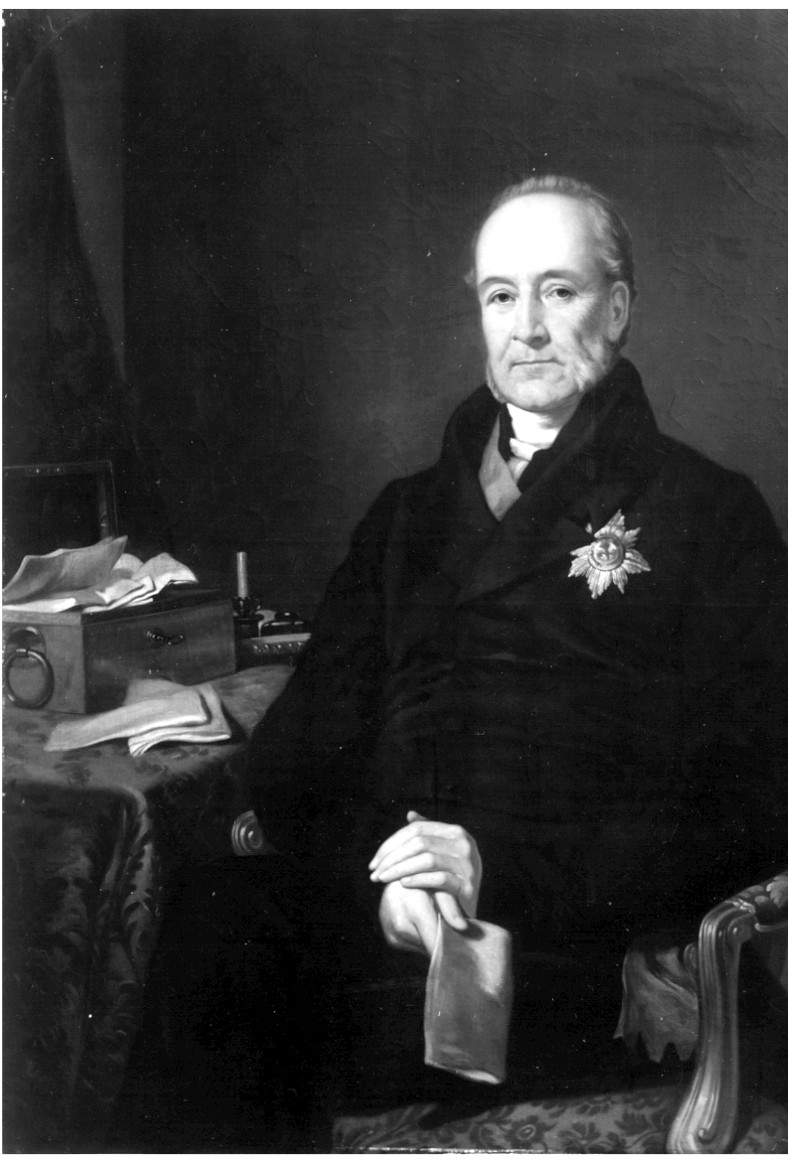
初代ヘッツベリー男爵。1844年画、アイルランド国立美術館所蔵。

初代ヘッツベリー男爵ウィリアム・エイコート（英語: William A'Court, 1st Baron Heytesbury GCB PC、1779年7月11日 – 1860年5月31日）は、イギリスの外交官、政治家、貴族。庶民院議員（在任：1812年 – 1814年）、在両シチリア王国イギリス特命全権公使（在任：1814年 – 1822年）、在スペインイギリス特命全権公使（在任：1822年 – 1824年）、在ポルトガルイギリス特命全権公使（在任：1824年 – 1828年）、在ロシアイギリス特命全権大使（在任：1828年 – 1832年）、アイルランド総督（1844年 – 1846年）を歴任した。

## 生涯

### 外交官
初代準男爵サー・ウィリアム・エイコートと2人目の妻レティシア（Laetitia、旧姓ウィンダム（Wyndham）、ヘンリー・ウィンダムの娘）の息子として、1779年7月11日にソールズベリーで生まれた。1793年から1796年までイートン・カレッジで教育を受けた後、外交官になり、1801年7月31日に在パレルモ公使館の書記官に任命された。1801年12月末に在パレルモ特命全権公使ウィリアム・ドラモンドがパレルモを発ってナポリに向かうと、代理公使に就任、1802年7月にナポリ王国の宮廷がパレルモからナポリに移ると代理公使を退任した。1803年3月にドラモンドが異動したときもナポリで短期間代理公使を務めた。1805年に父の友人である第3代ポートランド公爵ウィリアム・キャヴェンディッシュ＝ベンティンクの後援を受けて昇進を申請、1806年にホーウィック子爵チャールズ・グレイにドイツでの公使職を申請、同年に父が代表としてチャールズ・ジェームズ・フォックスに同様の申請をしたが、いずれも失敗に終わっている。

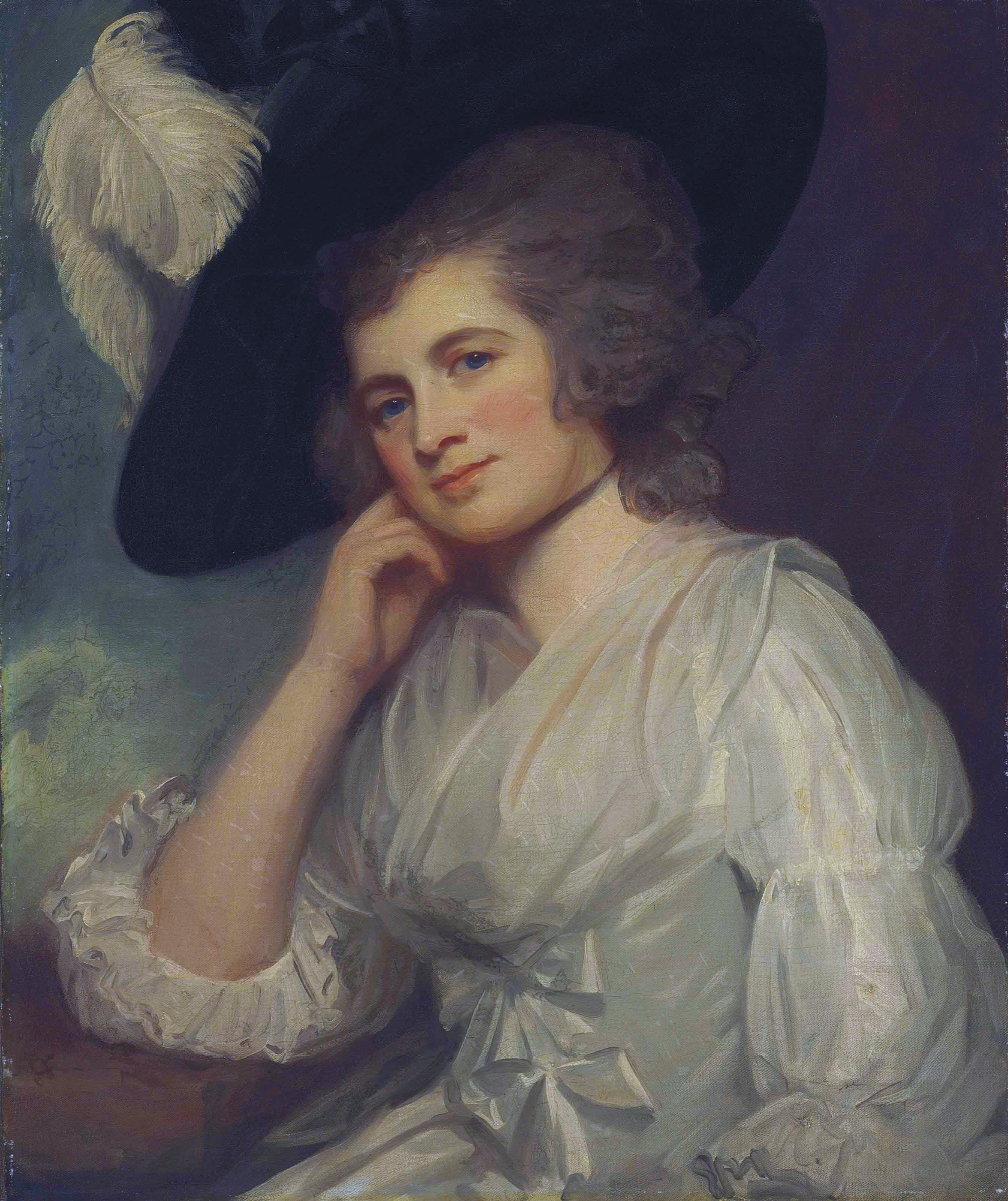
初代ヘッツベリー男爵の母レティシアの肖像画。ジョージ・ロムニー画、1786年と1802年の間の作品。

1807年にナポレオン・ボナパルトがナポリを占領すると、同年4月に第11代ペンブルック伯爵ジョージ・オーガスタス・ハーバート率いる特別使節団の書記官としてウィーンに派遣された。これはポートランド公爵の口利きがあっての任命だったが、使節団は失敗に終わり、エイコートは帰国した。1812年に父が影響力を有する選挙区から出馬して庶民院議員に就任することを目指したが、父が議席を「一番多い金額を出した人物」（to the best bidder）に与えたためこれも失敗に終わり、エイコートは代わりに外交職を求めた。これにより、エイコートは同年にマルタ保護領に派遣され、民政の設立に関わった。10月に帰国すると首相の第2代リヴァプール伯爵ロバート・ジェンキンソンに手紙を出し、本国での官職を求めた。第6代シャフツベリ伯爵クロプリー・アシュリー＝クーパーの支持を受けて、議員就任のめどがついた上での申請であり、リヴァプール伯爵は手配を許諾した。エイコートは同年12月にはシャフツベリ伯爵の支持を受けて、ドーチェスター選挙区の補欠選挙で当選した。議会では与党トーリー党を支持するとされ、1813年3月2日にカトリック解放に反対票を投じた。
1813年4月1日に在バルバリア海岸特命全権公使の信任状を受けた。同年6月10日にアルジェに到着、2週間ほど滞在したのち24日までに発った。7月4日にタンジェに到着した後、19日に出発して、28日にモロッコ王国の宮廷があるメクネスに到着した。8月2日に信任状を奉呈した後、12日にメクネスを発って、16日にタンジェに到着、そこからパレルモに向かった。その後、9月26日にトリポリに到着、27日に信任状を奉呈、10月3日ごろにトリポリを離れた。10月10日にチュニスに到着、11日に信任状を奉呈、18日ごろにチュニスを離れた。10月24日にアルジェに戻り、25日にアルジェ太守に謁見した後、11月中旬にアルジェを離れた。これら北アフリカ諸国では海賊問題や半島戦争におけるイギリス軍のための物資調達が主な課題だった。
1814年3月5日に在ナポリ特命全権公使としての信任状を受け、6月12日にパレルモに到着、7月11日に信任状を奉呈した。1815年にジョアシャン・ミュラがパレルモに侵攻すると、5月16日にシチリア王フェルディナンド3世とともにナポリに避難した。1817年7月22日に父が死去すると、準男爵位を継承した。同年12月30日、枢密顧問官に任命された。1816年5月から10月までと1817年9月から1818年3月まで休暇を取り、本国でジョージ4世が国王に即位すると1820年2月29日に新しい信任状を受け、3月26日に信任状を奉呈した。同年のカルボナリ蜂起では蜂起に反対しつつも蜂起の首謀者にパスポートを発給して逃亡を援助し、外務大臣のカースルレー子爵ロバート・ステュアートから賛成された。1819年9月20日にバス勲章ナイト・グランド・クロスを授与された。1819年10月にはカースルレー子爵により本国に近い地域での官職を求め、最終的には1822年1月に召還命令を受けて、2月にナポリを発った。
1822年8月8日に在スペインイギリス特命全権公使としての信任状を受け、9月25日にマドリードに到着、28日に信任状を奉呈した。1823年3月25日にマドリードを発ち、4月5日にスペイン王フェルナンド7世が一時滞在したセビリアに到着した。その後はマドリードに戻り、7月中旬にマドリードを離れてジブラルタルに向かい、10月5日までジブラルタルに滞在した。10月7日にセビリアに戻った後、22日に発ち、11月2日にマドリードに到着した。
1824年8月16日に在ポルトガルイギリス特命全権公使としての信任状を受けて、9月1日にマドリードを離れた。22日にリスボンに到着、27日に信任状を奉呈した。1827年12月28日に召還命令を受け、1828年2月ごろにポルトガルを発った。外交官としての功労により、1828年1月23日に連合王国貴族であるウィルトシャーにおけるヘイツベリーのヘッツベリー男爵に叙された。

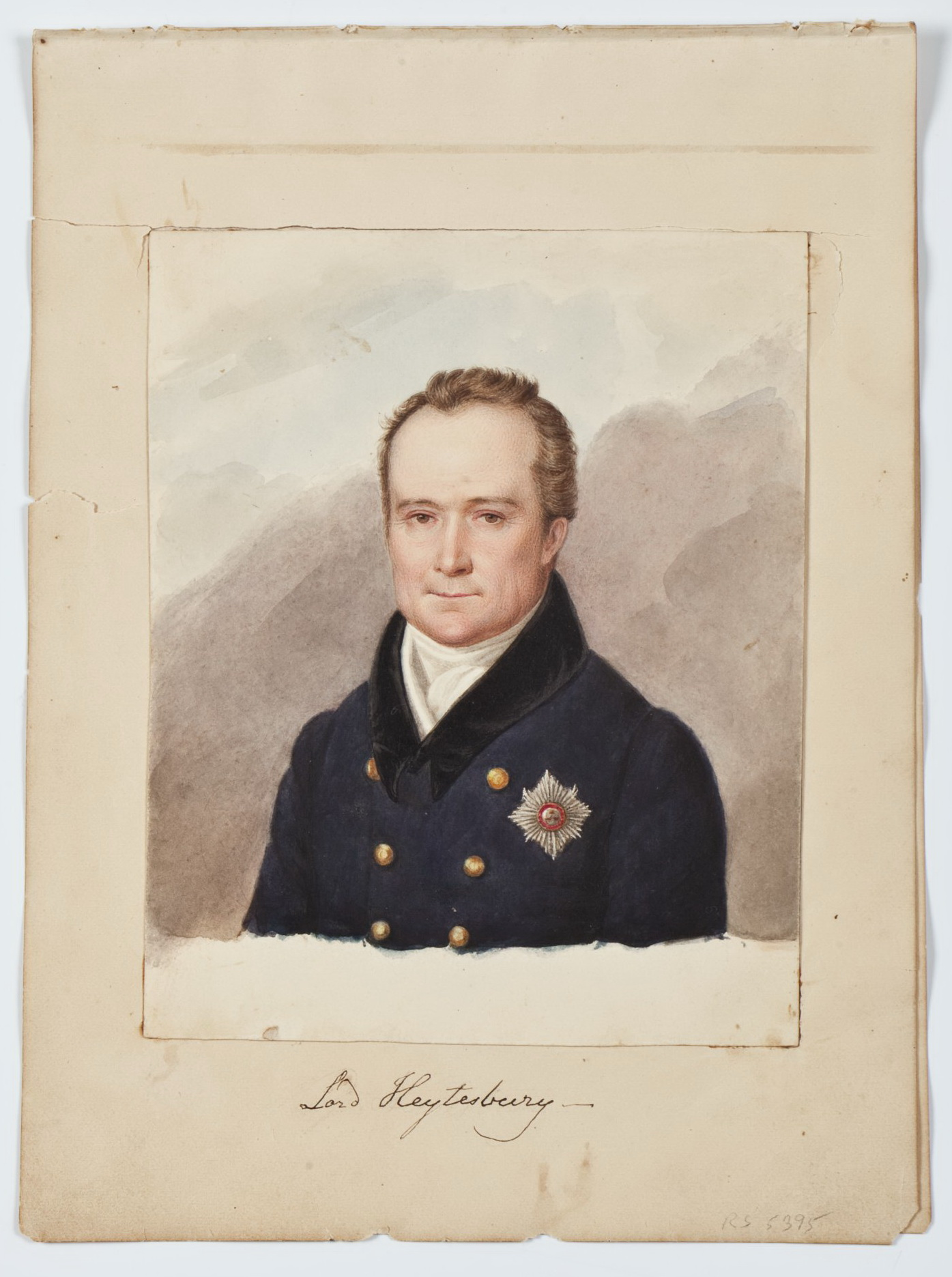
在ロシア大使としてのヘッツベリー男爵。

1828年6月7日に在ロシアイギリス特命全権大使としての信任状を受けて、ウィーン経由で8月9日にオデッサに到着、10日に信任状を奉呈した。10月26日にオデッサを発ち、11月7日にサンクトペテルブルクに到着した。ヘッツベリー男爵が大使に就任したとき、ちょうど露土戦争が勃発しており、ヘッツベリー男爵はロシア皇帝ニコライ1世がオスマン帝国の解体を望まず、緩衝国として利用しようとしていると判断したが、首相ウェリントン公爵はこの判断に同意せず、ヘッツベリー男爵を叱責した。『オックスフォード英国人名事典』によれば、後世の史学研究ではヘッツベリー男爵の判断が正しいとされる。1832年7月に召還命令を受け、直後にサンクトペテルブルクを発った。

### 外交官退任後
1835年に首相の第2代準男爵サー・ロバート・ピールからインド総督への就任打診を受けたが、直後に第1次ピール内閣が倒れたため、エイコートは就任しなかった。1841年にワイト島総督に就任、1857年まで務めた。
前首相の第2代メルバーン子爵ウィリアム・ラムからも評価された。メルバーン子爵は首相を退任していたにもかかわらず、ヴィクトリア女王に「ヘッツベリー卿は有能なので在オーストリア大使とすべき」と手紙でわざわざ意見したこともあった。これを受けて女王はピール内閣の外相（第4代アバディーン伯爵）に「有能なヘッツベリー卿をなにか重要な任務に就かせるように」と要求したという。
その第2次ピール内閣では、1844年7月26日から1846年7月までアイルランド総督を務め、宗教問題をめぐり融和的な態度をとったが、エイコートの統治期にジャガイモ飢饉（1846年）が起こった。ジャガイモ飢饉の対処においては政府に対し問題の重大さを警告し、ピールとはジャガイモ疫病の原因と対処法の研究で協力したが、救済の請願を出した者にとっては冷たくみえたという。第2次ピール内閣が倒れると、エイコートもアイルランド総督を退任した。

### 死去
1860年5月31日にヘイツベリーで死去、息子ウィリアム・ヘンリー・アッシュが爵位を継承した。

## 人物
『オックスフォード英国人名事典』はヘッツベリー男爵を「同時代の外交官においても特に有能だったが、大衆にはほとんど知られず、過小評価された」としている。『アイルランド人名事典』はヘッツベリー男爵を「それまでアイルランド総督を務めた大貴族と比べて、より『行政』的な性格を有する」（a more ‘administrative’ character than the grandees who normally held the post of viceroy）と評した。

## 著作
- Montalto: a Tragedy in Five Acts, with other Poems（1840年）

## 家族
1808年10月3日にマリア・レベッカ・ブーヴェリー（Maria Rebecca Bouverie、1783年10月 – 1844年10月6日、ウィリアム・ヘンリー・ブーヴェリー閣下の娘）と結婚、2男1女をもうけた。
- ウィリアム・ヘンリー・アッシュ（英語版）（1809年7月11日 – 1891年4月21日） - 第2代ヘッツベリー男爵[4]
- セシリア・マリア（1889年12月25日没） - 1845年12月27日、ロバート・デイリー閣下（Hon. Robert Daly、1892年1月15日没、初代ダンサンドル＝クランコナル男爵ジェームズ・デイリーの息子）と結婚[2]
- フレデリック・アッシュ（1818年12月15日 ナポリ – 1840年1月28日[2]）